# چابا فنیوشی
چابا فنیوشی (به مجاری: Csaba Fenyvesi) ورزشکار مرد رشتهٔ شمشیربازی اهل کشور مجارستان است. وی در بین سال‌های ‎۱۹۶۸ تا ۱۹۷۲ میلادی در مسابقات بازی‌های المپیک تابستانی در مجموع ۳ مدال طلا را کسب کرد.